# Lista de prêmios, homenagens e outras distinções de Ayrton Senna

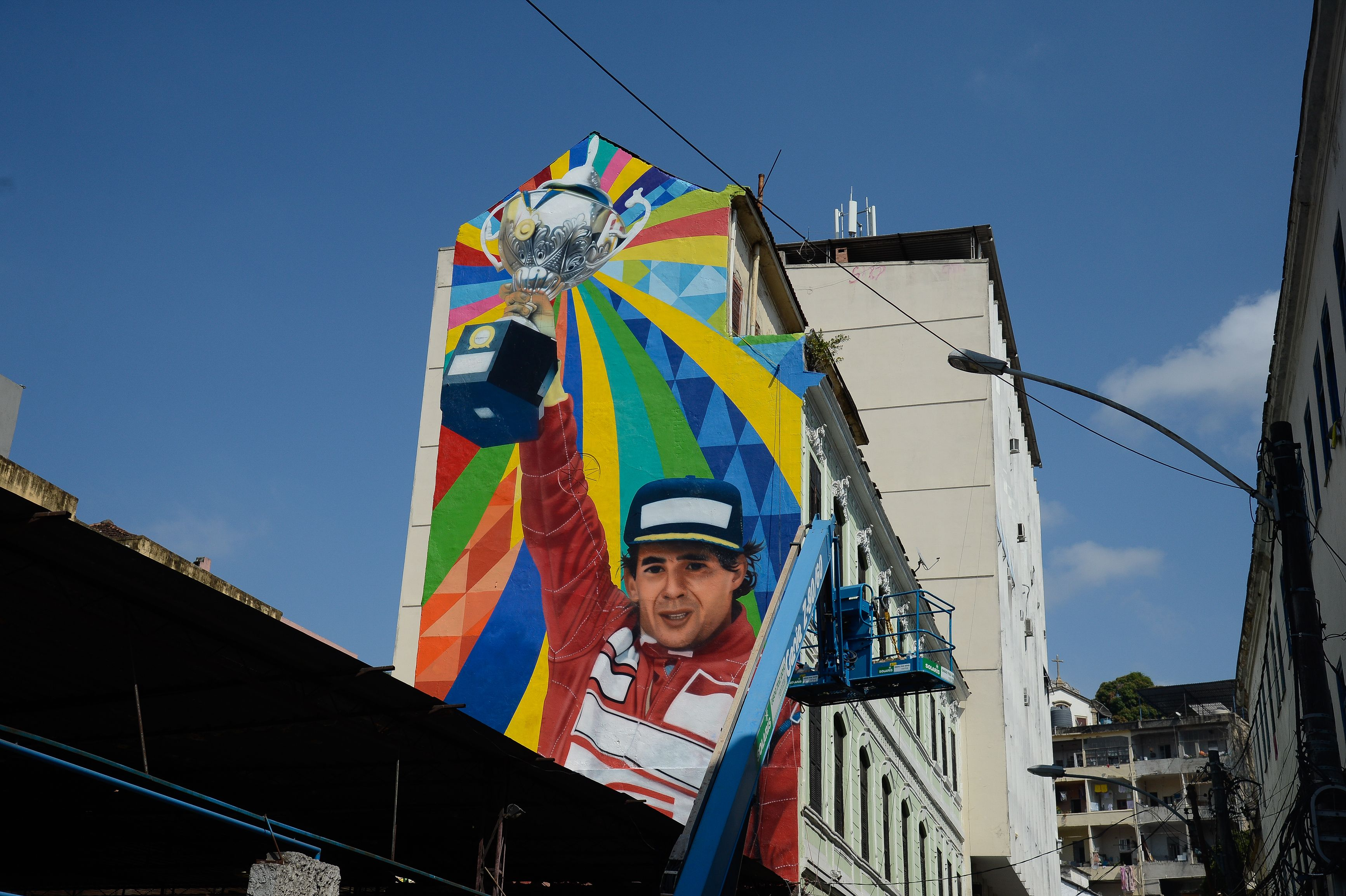
Mural em homenagem a Ayrton Senna no Rio de Janeiro (2016)

Está é uma lista com todas as homenagens, prêmios e distinções que Ayrton Senna recebeu, bem como eleições e pesquisas das quais ele é mencionado. Esta lista será um compêndio com todas as menções que Senna recebeu antes e depois de sua morte.
Em 2014, devido aos 20 anos da morte do piloto, várias homenagens foram feitas como parte de uma campanha criada pelo Instituto Ayrton Senna intitulada "Ayrton Senna Sempre". Ainda em 2014, um estudo feito pela empresa de análise de crédito ProScore, apontou Senna como a segunda personalidade paulista que mais dá nome a logradouros, atrás somente do escritor Monteiro Lobato e a frente de nomes como do bandeirante Fernão Dias, o padre jesuíta José de Anchieta e o também bandeirante Raposo Tavares.

## Prêmios
- Troféu da Ford Brasil em 1982 pelas conquistas dos campeonatos inglês e europeu da Fórmula Ford 2000.[3]
- Revista Placar (Esportista do Ano) - 1985[4]
- Troféu "Piaggio Vespa" Pole Position atribuído ao piloto mais veloz da temporada de 1985.[5]
- Troféu Casco D'oro (Capacete de Ouro) - Revista Autosprint - 1988, 1990 e 1991[6][7]
- Dois Troféus de Prata (1989 e 1993) e um de Bronze (1987) - Revista Autosprint[7]
- Melhor Piloto da Temporada - 1989 (Júri composto por 10 jornalistas do mundo inteiro da revista Autosprint)[8]
- Autosport (International Racing Driver Award) - 1988, 1990 e 1991[9]
- L'Équipe (Campeão dos Campeões) - 1990[10]
- Melhor piloto, pela revista inglesa "Autosport", da temporada de 1990.[11]
- Esportista Latino-americano do Ano (Associated Press) - 1990 e 1991[12][13][14]
- Troféu Graham Hill - 1992 (conquistado após a quinta vitória no GP de Mônaco)[15]
- Prêmio Capacete de Ouro - Categoria "Hors Concours" - 1997 (Prêmio póstumo)[16]

### Indicações
- Troféu Atleta (Melhor no Esporte Profissional Extra-Futebol) - 1982 - Cronistas Esportivos de Santa Catarina[17]

## Homenagens

### Nome
- Raoul Ayrton Meyer Jr - filho de Brigitte Nielsen com Raoul Meyer nascido em 1995. Raoul Meyer era amigo de Ayrton e homenageou o piloto brasileiro colocando o seu nome no filho.[18]
- Sena Miyake - Patinador artístico japonês recebeu o nome em homenagem feita pelos seus pais. Já competiu usando um uniforme inspirado no macacão usado por Senna nos tempos de McLaren.[19]
- Senna Miangue - Futebolista belga que atua como lateral-esquerdo. Filho de um ex-jogador congolês, Miangue recebeu o primeiro nome em homenagem ao piloto brasileiro.[20]
- Ayrton Simmons - Piloto de corridas britânico nascido em 2001. Seu nome foi uma homenagem feita pelo seu pai e seu tio.[21]

### Veículos
- A McLaren anunciou em 9 de dezembro de 2017, na Inglaterra, um supercarro esportivo chamado: McLaren Senna. Segundo a empresa, é o McLaren mais rápido já feito em sua história. Serão produzidas 500 unidades e o preço é de aproximadamente 750 mil libras esterlinas.[22] Em 6 de março de 2018 no Salão Internacional do Automóvel de Genebra, o supercarro foi oficialmente divulgado ao público.[23]
- Moto Panigale S Senna criada especialmente para comemorar os 20 anos de legado do piloto em 2014. Fabricada pela Ducati, a 1199 Panigale S Senna custou R$ 100 mil e teve apenas 161 unidades, número que fez referência ao total de corridas disputadas pelo piloto na Fórmula 1.[24]

### Literatura
- Senna é o personagem principal em obra de Bernard Chambaz, escritor francês. A obra, um romance biográfico, intitulada "À Tombeau Ouvert", ou "Tumba Aberta", foi lançada em 2016.[25]

### Teatro
- Em 29 de março de 2018 na cidade de Pavia, Itália, a peça "Io Beco" (Eu sou Beco), estreará no Teatro Fraschini.[26]
- Em 10 de novembro de 2017 estreou o musical Ayrton Senna no Teatro Riachuelo no Rio de Janeiro com produção da "Aventura Entretenimento". Hugo Bonemer foi o escolhido para interpretar o tricampeão mundial de Fórmula 1. A peça é uma homenagem ao piloto e não uma biografia.[27] A estreia em São Paulo aconteceu em 16 de março de 2018 no Teatro Sérgio Cardoso.[28]

### Cinema
- Alta Velocidade (2001) - A princípio, era de intenção do diretor, fazer uma cinebiografia do tricampeão, porém, com a desistência do projeto, ele acabou por colocar alguns elementos na trama para homenagear o piloto brasileiro. O uniforme usado pela equipe protagonista e as cores do carro, que remetem diretamente a McLaren de Ayrton Senna, são algumas das referências a Ayrton. Outra referência ao brasileiro é o personagem “Memo Moreno”, interpretado pelo ator chileno Cristián de la Fuente, foi uma homenagem do diretor Renny Harlin. Secundário na trama, Memo é brasileiro e até chama Sylvester Stallone de “amigo”.[29]
- O Terminal (2004) - O personagem interpretado por Tom Hanks costumava tomar banho nas pias do banheiro do aeroporto durante todo o período em que foi obrigado a permanecer por lá. A toalha que ele usava trazia Ayrton Senna estampado.[30]
- Meu País (2011) - Quando o personagem de Rodrigo Santoro chega em seu quarto, quando este morava com seus pais, uma réplica em miniatura de um capacete de Ayrton Senna é mostrada.[31]
- Homem de Ferro 3 (2013) - Pepper Polts, interpretada pela atriz Gwyneth Paltrow, lamenta a possível morte do Homem de Ferro, desabando em um profundo choro assim que pega no capacete do herói em meio aos escombros. Essa cena é uma reprodução do que aconteceu no velório de Ayrton Senna, quando Viviane Senna segurou o capacete do irmão contra o rosto.[32]
- Capitão América 2 (2014) - Logo no começo do filme, Chris Evans  - o Capitão América - abre um caderninho que contém uma lista de coisas importantes que perdeu enquanto hibernava. No topo da lista aparece o nome de Ayrton Senna.[33]
- Praia do Futuro (2014) - No filme há um personagem chamado Ayrton em homenagem a Ayrton Senna. De acordo com o diretor Karim Aïnouz, a personalidade do Ayrton do filme foi construída em cima de figuras heroicas, e o tricampeão foi uma das bases que ajudou a consolidar esse personagem.[34]

### Murais
- Mural no Autódromo de Interlagos, inaugurado em 12 de maio de 2020, como parte da comemoração dos 80 anos do autódromo paulistano. A obra, de autoria de Eduardo Kobra, possui 27 metros de altura por 10 metros de largura.[35]
- Mural em Ímola, Itália, de Eduardo Kobra, é inaugurado em setembro de 2019.[36]
- Mural em uma avenida central no centro da cidade de Phoenix, nos Estados Unidos.[37]
- Mural no Rio de Janeiro, criado por Eduardo Kobra, com a imagem de Ayrton Senna levantando o troféu da vitória no Grande Prêmio do Brasil de 1991, é inaugurado em 2016 nos "Arcos da Lapa", na região central carioca.[38]
- Mural em homenagem ao piloto é inaugurado em novembro de 2015 na cidade de São Paulo perto do cruzamento da Avenida Paulista com a Rua da Consolação, embora só possa ser visto para quem vem da Avenida Rebouças. Pintado pelo artista Eduardo Kobra, o mural mede 41 metros de altura por 17,5 metros de largura e recebeu o título de "A Lenda do Brasil".[39]
- Mural no bairro de Santo Amaro em São Paulo, criado por Paulo Terra em 2016.[40]
- Mural no bairro Parque Guarapiranga na zona sul de São Paulo feito pela equipe de Paulo Terra, localizado na Rua Jauru com Avenida Guarapiranga.[41]
- Speedland, maior complexo de kart do Brasil, possui itens em homenagem a Ayrton Senna, um mural pintado por Eduardo Kobra, além do "Espaço Senninha".[42]

### Estátuas, Monumentos e Esculturas
- Estátua na cidade polonesa de Wałbrzych, inaugurada em 18 de setembro de 2021.[43]
- Estátua em Copacabana, Rio de Janeiro, foi inaugurada em 27 de dezembro de 2019. A obra, feita em bronze, está localizada no posto 3 da avenida Atlântica, altura do Copacabana Palace.[44]
- Estátua de quatro metros inaugurada em 18 de dezembro de 2019 pelo governador João Dória, no Parque Ecológico do Tietê em São Paulo.[45]
- O governo do Principado de Mônaco, através do seu príncipe Albert II, inaugurou uma escultura com duas placas na curva Fairmont em homenagem aos 30 anos da primeira vitória de Senna em Monte Carlo.[46][47]
- Uma parceria entre a BB Editora e o Instituto Ayrton Senna lançam a "Ayrton Senna Parade", uma espécie de museu a céu aberto sobre a trajetória de Ayrton Senna. São onze esculturas inéditas, assinadas pelo artista Rafael Sanches e feitas em aço. Estarão em exposição de 20 de outubro a 15 de novembro de 2016 em onze pontos distintos de São Paulo e cidades próximas. Em seguida, a coleção ficará exposta no Autódromo de Interlagos, onde permanecerá por tempo indeterminado.[48]
- Em março de 2015, uma estátua do piloto brasileiro passou a ser exibida no Museu de Cera de Petrópolis.[49]
- Estátua de cera no museu Madame Tussauds de Tóquio,[50] Londres e Berlim.[51]
- Estátua de cera presente no "Museu de Cera" em Foz do Iguaçu no estado do Paraná.[52][53]
- Estátua em homenagem a Ayrton Senna entregue a Bruno Senna durante a premiação do Capacete de Ouro de 2010.[54]
- Escultura criada pelo artista plástico sueco Richard Brixel com 4,5m de altura. A obra foi esculpida para lembrar os dez anos da morte de Senna em 2004.[55][56]
- Estátua na cidade de Poá na região metropolitana de São Paulo.[57]
- Estátua na cidade de Tatuí no interior do estado de São Paulo.[58]
- Estátua na cidade de Paraíba do Sul no interior do Rio de Janeiro.[59]
- Um monumento localizado na cidade de São Paulo chamado: Velocidade, Alma e Emoção.[60]Monumento "Velocidade, Alma e Emoção"

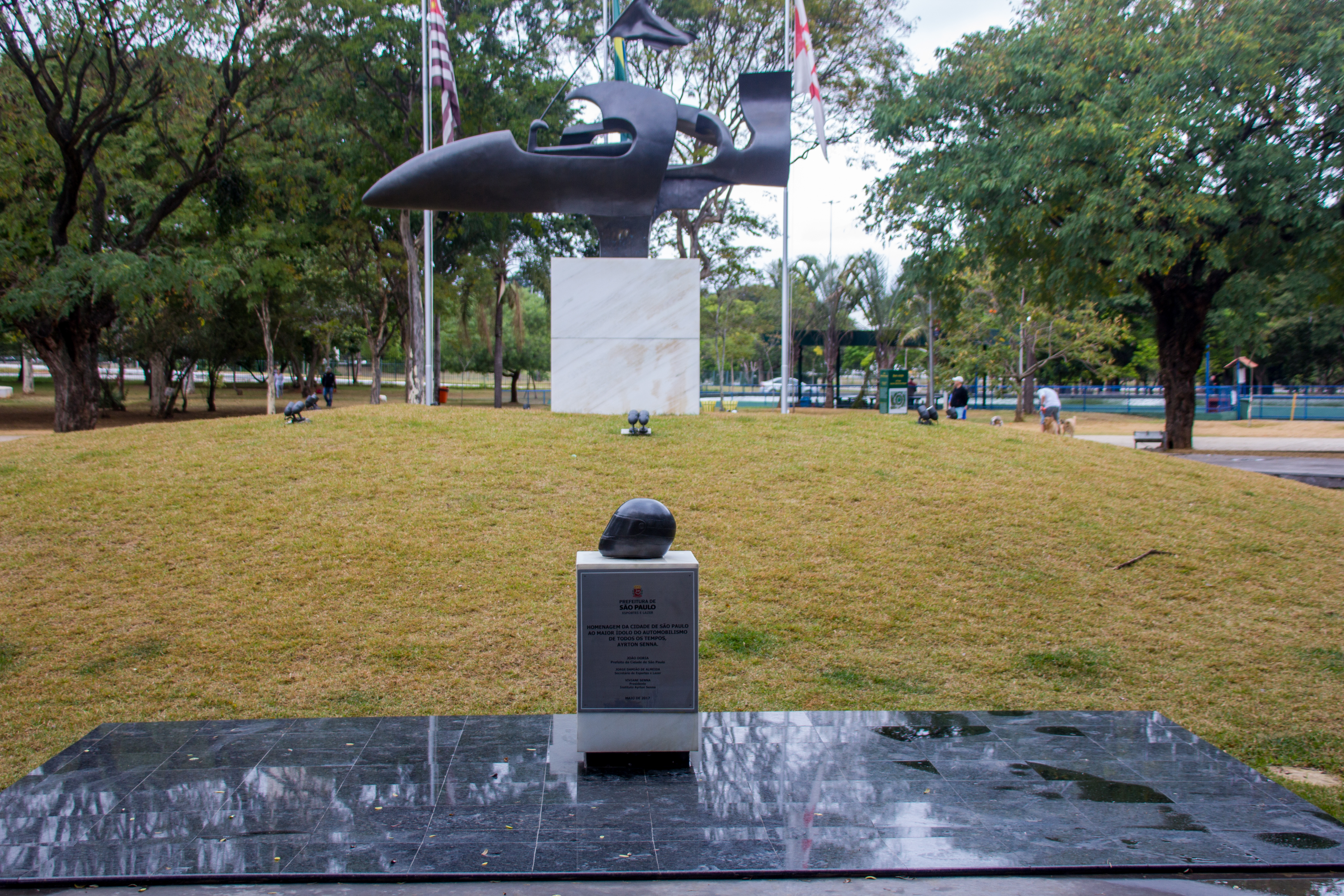
Monumento "Velocidade, Alma e Emoção"

- Monumento de sete metros na Barra da Tijuca, Rio de Janeiro inaugurado em abril de 1995. A obra é da artista plástica Mazeredo e se localiza no canteiro divisório das pistas da Avenida Ayrton Senna.[61][62]
- Memorial em Spa-Francorchamps, Bélgica.[63]
- Monumento no Circuito da Catalunha, Espanha.[64]
- Estátua[65] e memorial[66] no Autódromo de Imola, Itália.
- Donington Grand Prix Exhibition (Carro da Mclaren de sua vitória em Donington Park em 1993, além de outros monopostos pilotados por Senna e uma estátua sua e de Fangio)[67][68][69]

### Moedas e Selos
- Em comemoração aos 30 anos da primeira vitória de Senna em Monte Carlo em 1987, foram lançadas duas moedas, uma de ouro e outra de prata, pela Rosland Capital.[70]
- O governo das Ilhas Virgens Britânicas lançou em 2014 uma cédula, no valor de 1 dólar, em homenagem a Ayrton com a rainha Elizabeth II aparecendo na parte de trás da cédula.[71]
- Em 2014, quando das homenagens lembrando os vinte anos da morte do piloto, o governo de San Marino através da "Agência Autônoma de Filatelia e Numismática", prestou sua homenagem com uma moeda comemorativa de 5 euros. As moedas pesam 18 gramas e têm 32mm de diâmetro cada, com custo unitário de 49,90 euros. Foram comercializadas oito mil unidades desta edição para colecionadores.[72]
- Ayrton Senna recebe homenagem da empresa francesa "ART MINT". Ele foi retratado em uma moeda feita de prata pura. Possuiu uma tiragem máxima de apenas 699 unidades.[73][74] Foi produzida em 2014 pelo designer brasileiro Renato Saes. O valor é de 2 dólares da Nova Zelândia.[75]
- Em 1997, foi lançada uma edição limitada de moedas em homenagem ao piloto brasileiro no valor de 25 euros. A homenagem partiu da FIA (Federação Internacional de Automobilismo).[75]
- Em 1996, Ayrton foi homenageado na Libéria com duas moedas comemorativas de 10 e 100 dólares liberianos em prata e ouro puro, respectivamente.[75]
- Em 1995, a Casa da Moeda do Brasil lançou duas moedas comemorativas, de dois e vinte reais, feitas respectivamente de prata e ouro, em homenagem ao piloto brasileiro.[76]

Moeda de 20 Reais

Moeda de 2 Reais

- Em 2017, em comemoração aos 50 anos do GP do Canadá, Ayrton Senna será homenageado com um selo postal pela Canada Post.[77]
- A República Centro Africana lançou em 2014 selos em homenagem ao piloto três vezes campeão do mundo de Fórmula 1.[78]
- Para lembrar os 20 anos da morte de Ayrton Senna, em 2014 as Ilhas Maldivas lançou uma série de selos em homenagem ao brasileiro.[79]
- Togo homenageou o piloto brasileiro com selos lembrando os 20 anos da morte do ídolo.[80]
- Governo de Mônaco lançou ao longo dos anos, alguns selos em homenagem ao brasileiro.[81][82]
- A Guiné Equatorial fez em 1995 uma homenagem a Senna lançando um selo em sua memória.[83]
- O brasileiro foi homenageado em selos em três oportunidades pelos Correios do Brasil, 1989, 1994 e 2000.[84]

### Medalhas
- "Medalha Ayrton Senna" criada em 2004 pela Assembléia Legislativa do Estado do Rio de Janeiro ao atleta de qualquer modalidade esportiva que mais se destacar no ano.[85]
- "Medalha Ayrton Senna" criada em 1995 pela Câmara Municipal de Vitória no Espírito Santo.[86]
- "Medalha do Mérito Desportivo Ayrton Senna" criada em 1994 pela Câmara Municipal de Fortaleza ao atleta ou dirigente esportivo que tenham se destacada no âmbito do desporto municipal.[87]

### Relógios e Braceletes
- Bracelete lançado em 6 de dezembro de 2019 no Automóvel Clube de Mônaco pela grife Mongrip em parceria com a marca Senna. A peça é feita com tiras do pneu utilizado pelo brasileiro na vitória em Donington Park em 1993.[88]
- Lançado em dezembro de 2018 o "Carrera Calibre Heuer 02T" em uma edição especial pela Tag Heuer. A peça é um cronógrafo automático turbilhão.[89]
- Uma série de quatro relógios intitulada Senna Collection, produzidos pela Tag Heuer sob a marca avant-garde, foi lançada em 2015. Contou com uma campanha publicitária específica e cada peça apresentou o famoso "S" de Senna, estilizado em laca vermelha no mostrador, estojo traseiro e bisel, completo com escala de taquímetro.[90]

### Logradouros

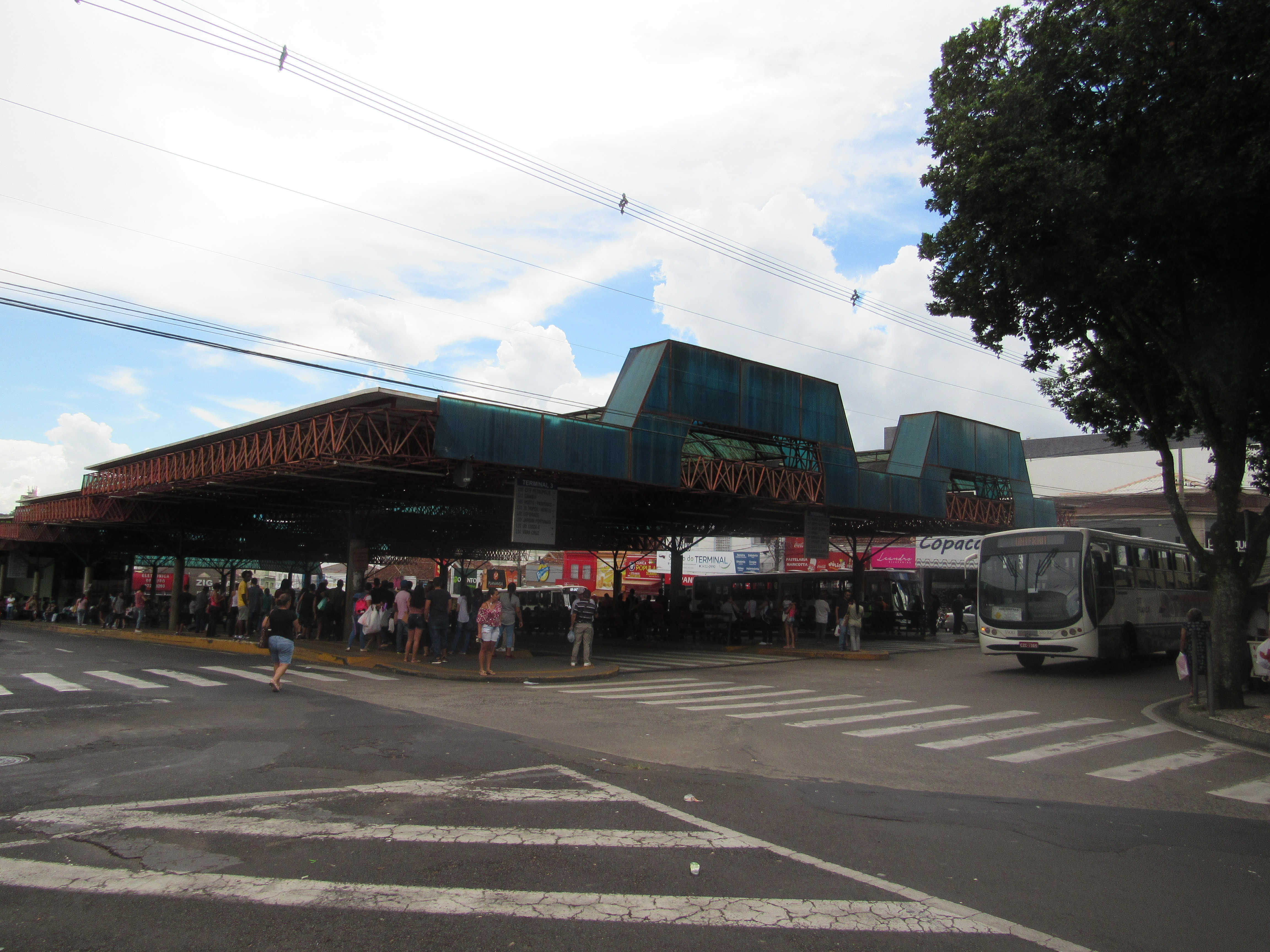
Terminal Ayrton Senna, em Franca

- Autódromos com o seu nome em Caruaru,[91] Londrina[92] e Goiânia.[93]
- Kartódromos com o seu nome em São Paulo (Interlagos),[94] Bagé,[95] Camaçari,[96] Campo Grande,[97] Foz do Iguaçu,[98] Jaguaribe,[98]Uberaba,[98] Brasília,[98] Pato Branco[98] e Toledo.[98]
- Circuito de rua com o seu nome em Salvador, além de um monumento.[99]
- Nome de estação de metrô da linha 1 em São Paulo (Jardim São Paulo-Ayrton Senna).[100]
- Nome da Rodovia, anteriormente "Rodovia dos Trabalhadores", que liga São Paulo a cidade de Guararema.[101]
- Avenida na cidade de Londrina próxima ao lago Igapó.[102]
- Avenida no Rio de Janeiro que liga a Barra da Tijuca ao bairro de Jacarepaguá.[103]
- Avenida em Angra dos Reis no Rio de Janeiro.[104]
- Rodovia municipal situada no município de Itirapina, interior de São Paulo.[104]
- Complexo Viário em São Paulo nos bairros Moema e Vila Nova Conceição.[104]
- Praça e Memorial em homenagem ao tricampeão de Fórmula 1 na cidade de Cabo Frio, no estado do Rio de Janeiro.[105]
- Praça no Estoril, em Portugal, inaugurada em 2004.[106]
- Rua na cidade de Reading, na Inglaterra, sob o nome de Ayrton Senna Road, além de uma área de recreação infantil denominada Ayrton Senna Play Area.[107]
- Rua na cidade de Hockenheim, Alemanha, com o nome de Ayrton-Senna-Straße.[108]
- Rua na cidade de Wałbrzych, Polônia, com o nome de Ayrtona Senny.[43]
- Avenida Ayrton Senna da Silva na Quinta do Lago, em Portugal.[109]
- Ponte Ayrton Senna sobre o Rio Paraná ligando os estados do Mato Grosso do Sul e Paraná com 3.6 km de extensão.[110]
- Bairros com o nome do piloto em Colatina, São Mateus, Vitória da Conquista, Contagem, São Luís, Fortaleza, Rio Branco.[111]
- Praça Ayrton Senna, no Centro Esportivo Modelódromo, próximo ao Parque do Ibirapuera, no bairro do Paraíso, em um espaço de aproximadamente 15 mil m², inaugurada em 1.º de maio de 2017.[112]
- Complexo Esportivo na cidade de Brasília com o nome do tricampeão que conta com um estádio de futebol, ginásios e um autódromo. O nome do complexo foi alterado em homenagem ao piloto no ano de 1996.[113]

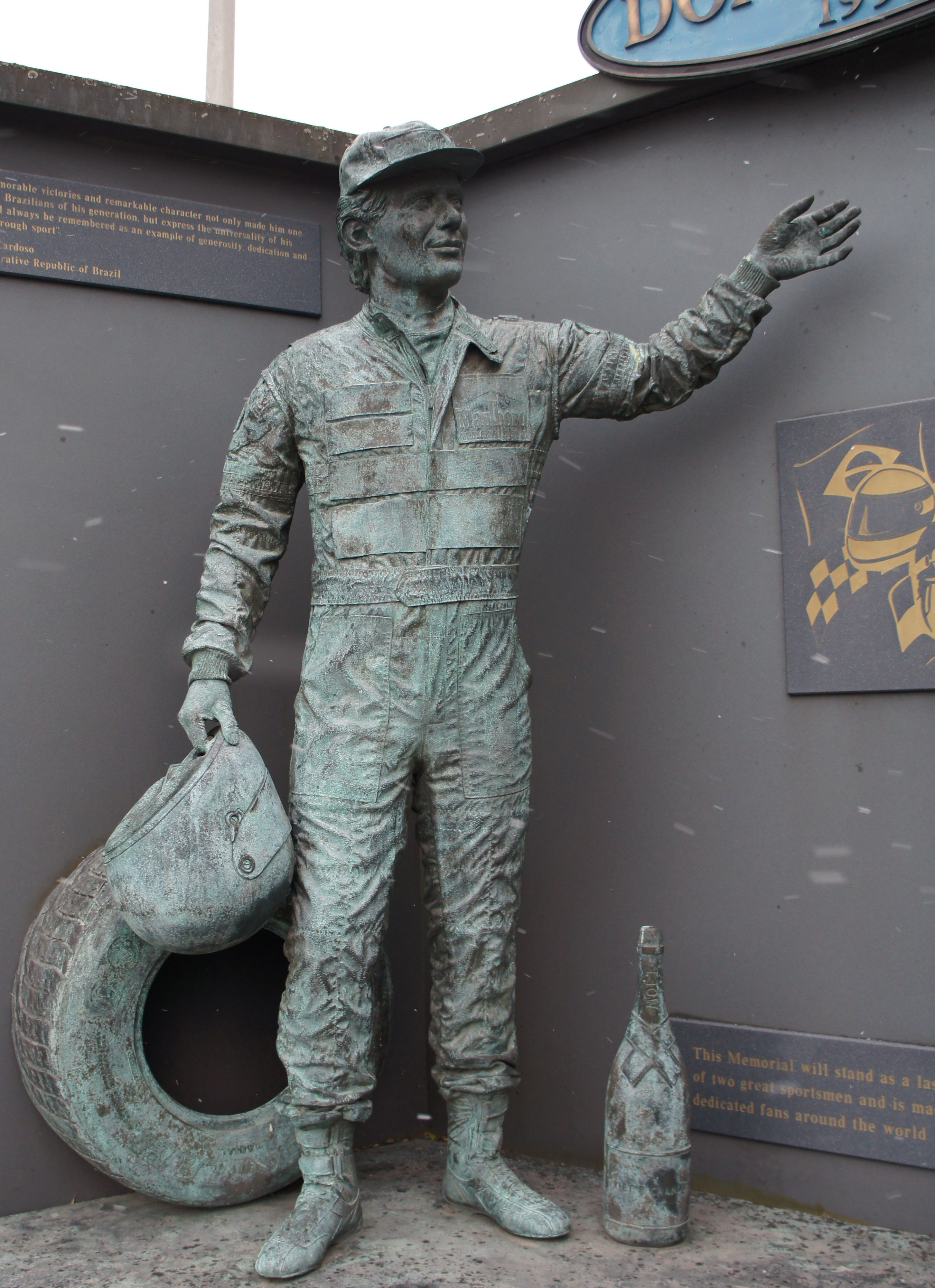
Estátua em Donington Park

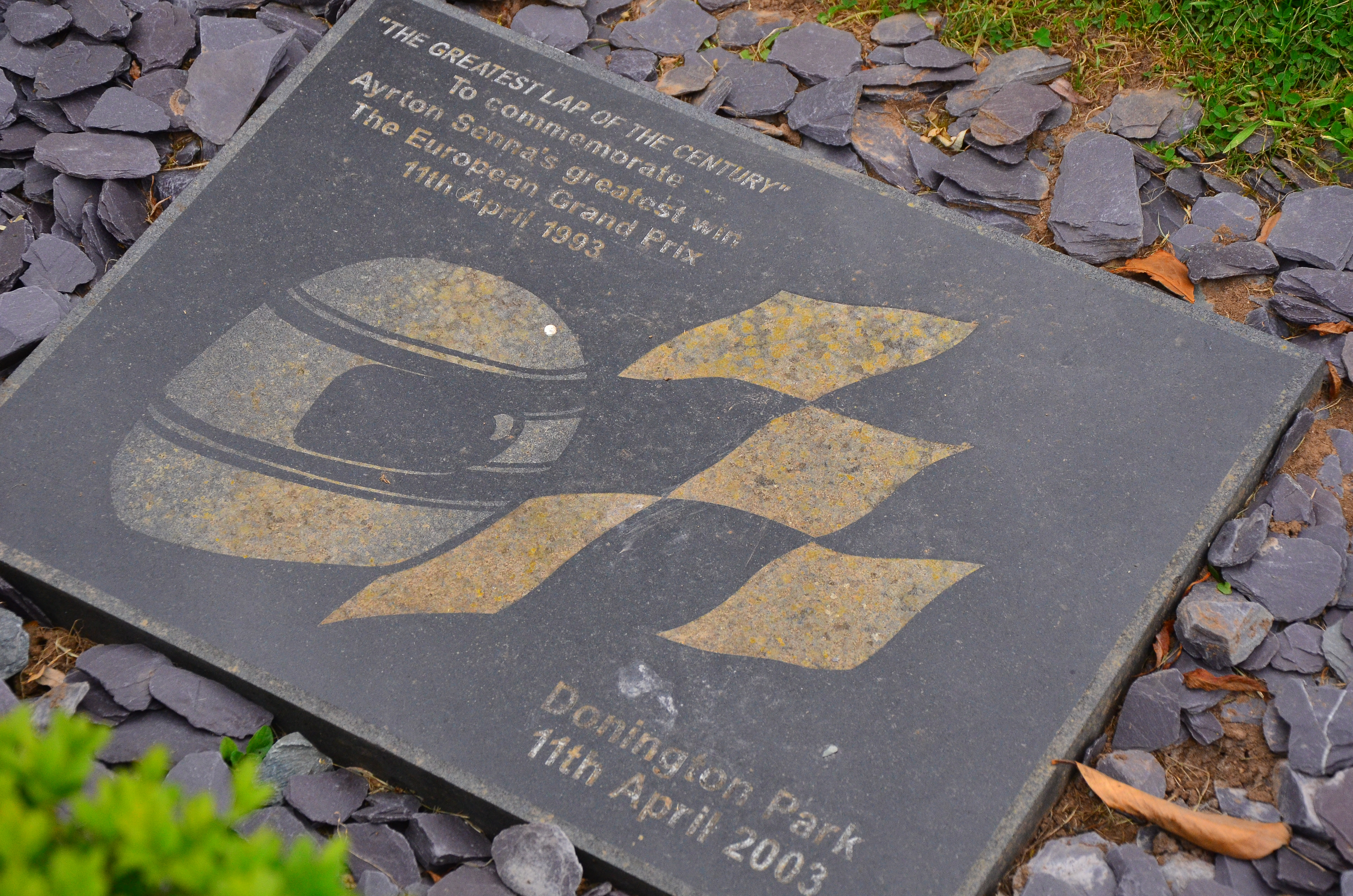
Placa em homenagem à "volta do século" feita em Donington Park

- Complexo Cultural Ayrton Senna em Ribeirão Pires, na região do ABC paulista.[114]
- Centro de Lazer do Trabalhador em Valinhos, cidade do interior de São Paulo.[115]
- Terminal rodoviário na cidade de Poá na região metropolitana de São Paulo.[116]
- Terminal rodoviário na cidade de Franca, no interior de São Paulo.[117]

### Música
- A banda de Heavy Metal "Blazing Dog", fez uma homenagem em abril de 2015 ao piloto três vezes campeão do mundo.[118]
- Canção composta por Paolo Montevecchi e interpretada por Lucio Dalla nomeada "Ayrton" de 1996 presente no álbum "Canzoni".[119][120]
- A banda espanhola Delorean lançou em 2009 um EP intitulado "Ayrton Senna EP" em homenagem ao piloto.[121]
- A banda Sepultura dedicou o álbum Roots, lançado em 1996, para Ayrton Senna.[122]
- A dupla sertaneja Leandro & Leonardo lançou em 1994 o disco Leandro & Leonardo Vol. 8 com a canção "Cavaleiro do asfalto", em homenagem a Ayrton Senna.[123]
- Em 1994 a dupla Milionário & José Rico homenageou Ayrton com a canção "Herói da Velocidade", presente no disco "Nasci Para Te Amar".[124]
- Músico britânico Chris Rea compôs em 1994 uma canção em homenagem ao piloto, denominada: "Saudade Part 1 and 2".[125]
- No ano de 1994 em turnê no Brasil, a banda Ramones presta homenagem a Ayrton Senna.[122]
- Canção de Elymar Santos de 1994, intitulada "Guerreiros Não Morrem Jamais".[126][127]
- Em 1989, a banda brasileira Biquini Cavadão homenageou Ayrton com uma canção de nome "Corredor X", presente no álbum Zé.[128]
- Em 1999, era intenção do compositor austriaco Roland Baumgartner, fazer um musical em homenagem a Ayrton com Antonio Banderas interpretando o papel do piloto, porém o projeto foi cancelado. Mais tarde, em 2018, Roland lançou um álbum com três composições que seriam utilizadas no musical.[129][130]

### Carnaval
- Em 2014, a escola de samba Unidos da Tijuca, fez uma homenagem a Ayrton Senna colocando-o como tema principal da agremiação na avenida.[131] Acabou por conquistar o título em uma disputa acirrada com a escola Acadêmicos do Salgueiro.[132]
- Em 2009, com o enredo "O sonho comanda a vida. Quando o Homem sonha o mundo avança. A fantástica velocidade da roda para a evolução humana. É pura adrenalina!", a "Grêmio Gaviões da Fiel Torcida", ligada a torcida do Corinthians, o homenageou, citando "Ayrton Senna da Fiel".[133]
- No ano de 1995, Ayrton Senna recebeu várias homenagens no carnaval de São Paulo. Leandro de Itaquera - vários componentes da escola, a maioria delas crianças, se vestiram com as cores da equipe Williams de 1994, última equipe do brasileiro na Fórmula 1. O carro da equipe inglesa, assim como o piloto, foram retratados na Avenida em bonecos gigantes. Gaviões da Fiel - um carro alegórico homenageou Ayrton Senna no Sambódromo do Anhembi.[134] Rosas de Ouro - o piloto brasileiro foi representado na comissão de frente da escola com os integrantes usando um capacete alusivo ao tricampeão.[135] No mesmo ano, o bloco carnavalesco Pavilhão 9 homenageou Senna com o enredo: "Ayrton Senna, nosso eterno campeão".[136]

### Banda Desenhada
- Lançado em abril de 2017 uma história em quadrinhos pela Editora Estronho, em formato de livro, chamada de "HQs dos Trapalhões", em que o personagem principal chama-se Didisena, uma mistura do tricampeão com o personagem Didi do seriado Os Trapalhões. O personagem e a história foram criados em 1994, mas que até 2017 nunca foram publicados. A ideia inicial da Editora Abril era lançar o personagem em 1994, mas com o acidente do piloto o projeto foi cancelado. Porém, recentemente, um desenhista encontrou a trama "O Fantástico Didisena", retomando assim a ideia de homenagear o tricampeão mundial de F1.[137]
- Lançado em 2014 uma história em quadrinhos pela editora Nemo intitulada "Ayrton Senna: A Trajetória de um Mito".[138]

#### Mangás
- Mangá BattleMan F-1 GP sobre o Grande Prêmio da Alemanha de 1990, vencido pelo piloto brasileiro, foi ilustrado por Akira Toriyama, autor de Dragon Ball. Akira posou para fotos com Senna, além de ilustrar os personagens de Dragon Ball comemorando as vitórias de Senna.[139]
- Entre 1991 e 1992, o piloto protagonizou os mangás GP Boy e F No Senkou – Ayrton Senna no Chousen, publicados na revista Weekly Shōnen Jump da editora japonesa Shueisha, patrocinadora da escuderia McLaren.[140]

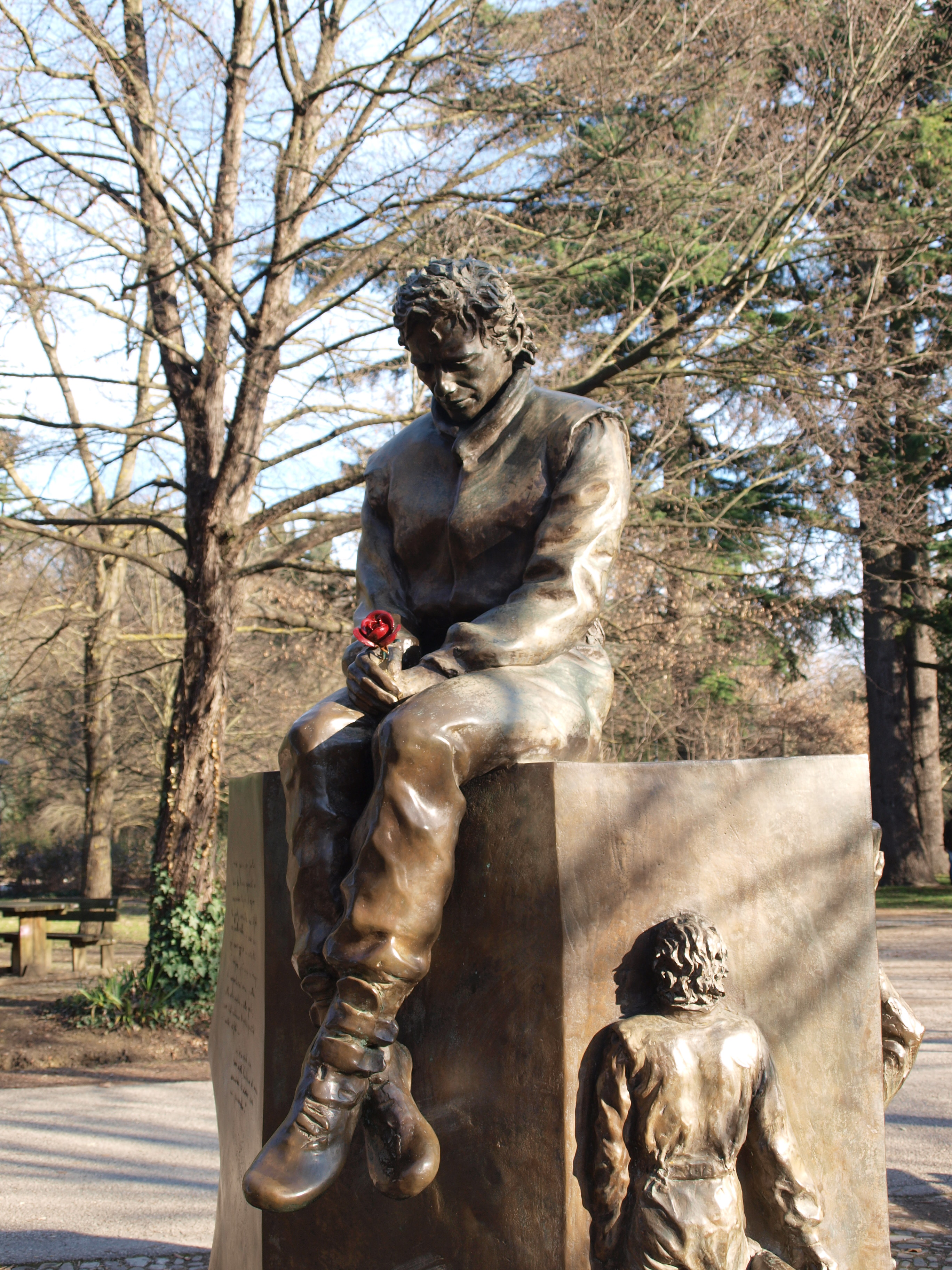
Estátua em Imola

### Eventos
- Senna Tribute - Evento realizado no Parque do Ibirapuera em 9 de novembro de 2019. O evento foi realizado através de uma parceria entre o Instituto Ayrton Senna e a Heineken e fez parte da campanha Obrigado Senna.[141]
- Senna Day Festival - Evento realizado em 1.º de maio de 2019 em homenagem aos 25 anos do legado do piloto, que recebeu cerca de 15 mil pessoas no Autódromo de Interlagos. O festival contou com atrações musicais, atividades esportivas, exposições, corridas, caminhada, atividades infantis e automobilismo.[142]
- Ayrton Day - Evento realizado em Ímola, Itália no dia 1.º de maio de 2019.[143]
- Maratona de revezamento - "Ayrton Senna Racing Day" - realizada em São Paulo desde 2004.[144]
- Grande Prêmio Ayrton Senna de Jornalismo criado em 1997.[145]
- "Senna In Concert" realizado em 20 de março de 2004 em São Paulo no Estádio do Pacaembu.[146]
- "Semana Ayrton Senna" nas escolas municipais de Caraguatatuba instituída em 1996 pela prefeitura.[147]
- "Semana Ayrton Senna" de educação e orientação de trânsito, criada em abril de 1995 pela Prefeitura de São Paulo.[148]
- A "semana Ayrton Senna" para prevenção de acidentes de trânsito foi instituída em 1995 pelo estado do Rio de Janeiro.[149]
- "Copa Ayrton Senna de Xadrez" é um evento realizado pela Federação Paulista de Xadrez e Prefeitura de São Paulo com apoio do Instituto Ayrton Senna e do Clube Hebraica.[150]
- "Copa Ayrton Senna de Kart" é um evento de kart realizado em Uberlândia desde 2016.[151]
- "Torneio Ayrton Senna de Ciclismo"[152]
- "Torneio Ayrton Senna de Jogos de Mesa"[153]
- A exposição "Eu, Ayrton Senna da Silva - 30 Anos" foi inaugurada no Shopping Lar Center, na Zona Norte de São Paulo, de 15 de janeiro a 16 de março de 2025. O evento conta com obras interativas e imersivas, incluindo a recriação da voz de Ayrton Senna por meio de inteligência artificial.[154]

### Honrarias e Condecorações
- Grau de Grã-Cruz da Ordem do Mérito Judiciário do Trabalho em uma homenagem póstuma de agosto de 1994.[6][155]
- Ordem Nacional do Mérito - Grau de Grã-Cruz (Póstuma) em 1994.[156][157][158]
- Ordem do Ipiranga no grau de Grão-Cruz em uma homenagem póstuma de 1994.[159]
- Medalha da Ordem do Mérito Desportivo[160][161]
- Medalha da Ordem do Mérito Aeronáutico - Grau de Cavaleiro - 1993[162]
- Comenda da Ordem de Rio Branco da Presidência da República em 14 de fevereiro de 1992.[163][164]
- Título de cidadão honorário do Rio de Janeiro concedido pela Assembleia Legislativa do Rio de Janeiro em 1991.[165]
- Em 1991, logo após a conquista do terceiro campeonato mundial de Fórmula 1, Ayrton Senna recebe da então prefeita de São Paulo Luiza Erundina, a "Chave da Cidade". Antes, o jato em que ele voltava ao Brasil é escoltado por caças da FAB.[166][167]
- Título de "Cidadão Tatuiano" da Câmara dos Vereadores de Tatuí, cidade do interior de São Paulo, no dia 17 de fevereiro de 1990.[168]
- Título de Jaguar da Força Aérea Brasileira - 1988[158][169]
- Título de Benemérito do Estado do Rio de Janeiro - 1988[170]
- Medalha do Mérito Santos-Dumont - 1987[169][171]

### Diversos

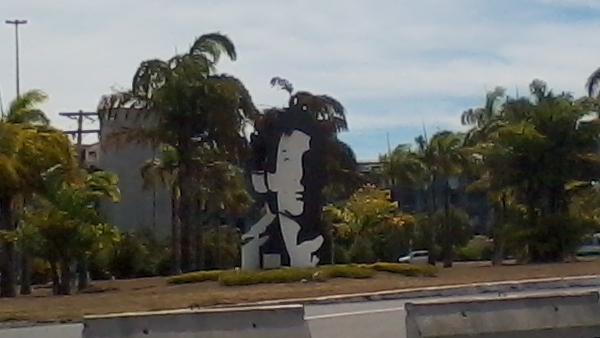
Monumento em Salvador

- Santuário Cristo Redentor, no Rio de Janeiro, foi iluminado com as cores do capacete de Ayrton Senna em 1.º de maio de 2022.[172]
- Homenagem feita pela Marinha do Brasil através do Navio-Escola Brasil, que fará uma viagem por 15 países e passará por 18 portos ao redor do mundo, contando um pouco da história de Ayrton Senna.[173]
- Homenagem da Força Aérea Brasileira feita em 2019. Um Mirage 2000C foi customizado com base na famosa pintura do capacete do tricampeão mundial.[174]
- Homenagem no Prêmio Capacete de Ouro de 2018 pelos 30 anos do primeiro título mundial de Fórmula 1.[175]
- Miniatura alusiva ao filme de animação Carros 3, da Disney Pixar, em homenagem a Ayrton Senna. A miniatura conta com as cores usadas no capacete do piloto, além da reprodução de sua assinatura.[176]
- Cidade Mirim "Ayrton Senna da Silva", em Guarulhos, dentro do Parque Júlio Fracalanza, no bairro da Vila Augusta, é um projeto da Escola Pública de Trânsito que tem por objetivo ensinar noções de trânsito para as crianças, simulando situações do cotidiano em um circuito infantil.[177] O local abriga um memorial em homenagem ao piloto inaugurado em março de 2017.[178]
- Curva S do Senna no Autódromo de Interlagos, criada em 1990, quando do retorno do Grande Prêmio do Brasil a São Paulo. A obra contou com a supervisão do próprio Ayrton.[179]
- Curva S de Senna no Autódromo de Buenos Aires.[179]
- Virage Senna, sequência de curvas em formato de S no Autódromo Gilles Villeneuve, onde é disputado o Grande Prêmio do Canadá.[179]
- Senna Chicane, sequência nas curvas 1, 2 e 3 no Circuito de Rua de Adelaide que recebeu a Fórmula 1 entre 1985 e 1995.[179]
- Senna Kurve, último S antes da entrada do estádio na pista antiga do Circuito de Hockenheim.[179]
- Boneco gigante em homenagem a Senna exposto em Olinda, Pernambuco em uma espécie de museu.[180]
- Uma série de librettos, ou cadernos personalizados, sobre personalidades brasileiras associadas a super-heróis é lançado pela gráfica Libretto em 2013. Ayrton Senna foi associado ao personagem The Flash. A arte do graffiti serviu de inspiração para estampar as capas.[181]
- Homenagens de caminhoneiros no Brasil, Europa e Estados Unidos com imagens em caminhões em alusão ao piloto brasileiro.[182][183][184]
- "Senna Truck", um caminhão com pintura igual ao capacete usado pelo brasileiro em sua carreira na Fórmula 1, comercializa os produtos oficiais da loja Ayrton Senna em diversos países.[185][186]
- Um box especial sobre Ayrton Senna é inaugurado na "LojaAoVivo" em São Paulo.[187]
- Senna é homenageado na Fonte Multimídia do Parque do Ibirapuera com o espetáculo "Ayrton Senna – A saga do Herói", que foi aberto ao público no dia 1 de maio. A exibição também será feita nos dias 2, 3, 9 e 10 do mesmo mês.[188]
- Uma estrela da constelação Auriga recebe o nome de "Senna" pela International Star Registry.[189]
- A companhia aérea Azul homenageia Senna com uma pintura no nariz do avião de um capacete nas cores amarelo, azul, verde e branco, tal qual o capacete do piloto. Já a carroceria dos dois motores da aeronave recebeu o selo "Ayrton Senna Sempre".[190]
- No dia 21 de março de 2014, o Google homenageou Senna com um "Doodle" em comemoração a data de seu nascimento.[191]
- Em 2012 a empresa italiana De'Longhi lançou uma coleção de quatro máquinas de café inspirada em Ayrton Senna. As máquinas retratam as cores da Lotus amarela usada por Ayrton na temporada de 1987 da Fórmula 1.[192]
- Desde 2012 um acervo intitulado "Tributo a um Campeão" está em exibição no "Kadiz Esporte e Lazer" na cidade de Camboriú, em Santa Catarina.[193][194]
- Homenagem das torcidas Gaviões da Fiel e Pavilhão Nove com várias bandeiras com sua imagem e do Senninha.[195][196][197]
- "Ayrton Senna: Glória Nacional" foi um discurso do senador Mauro Benevides pronunciado em 2 de maio de 1994 em homenagem ao piloto brasileiro.[198]
- Homenagem póstuma no Troféu Imprensa de 1994.[199]
- Homenagem póstuma no Criança Esperança de 1994.[200]
- Corpo de Bombeiros de São Paulo presta homenagem ao tricampeão mundial, em 1995, com capacete da corporação em alusão ao capacete usado pelo brasileiro na cor amarela. O piloto também é declarado Bombeiro Honorário da corporação.[6][201]
- Colégio Estadual da Polícia Militar de Goiás com o seu nome na cidade de Goiânia.[202]

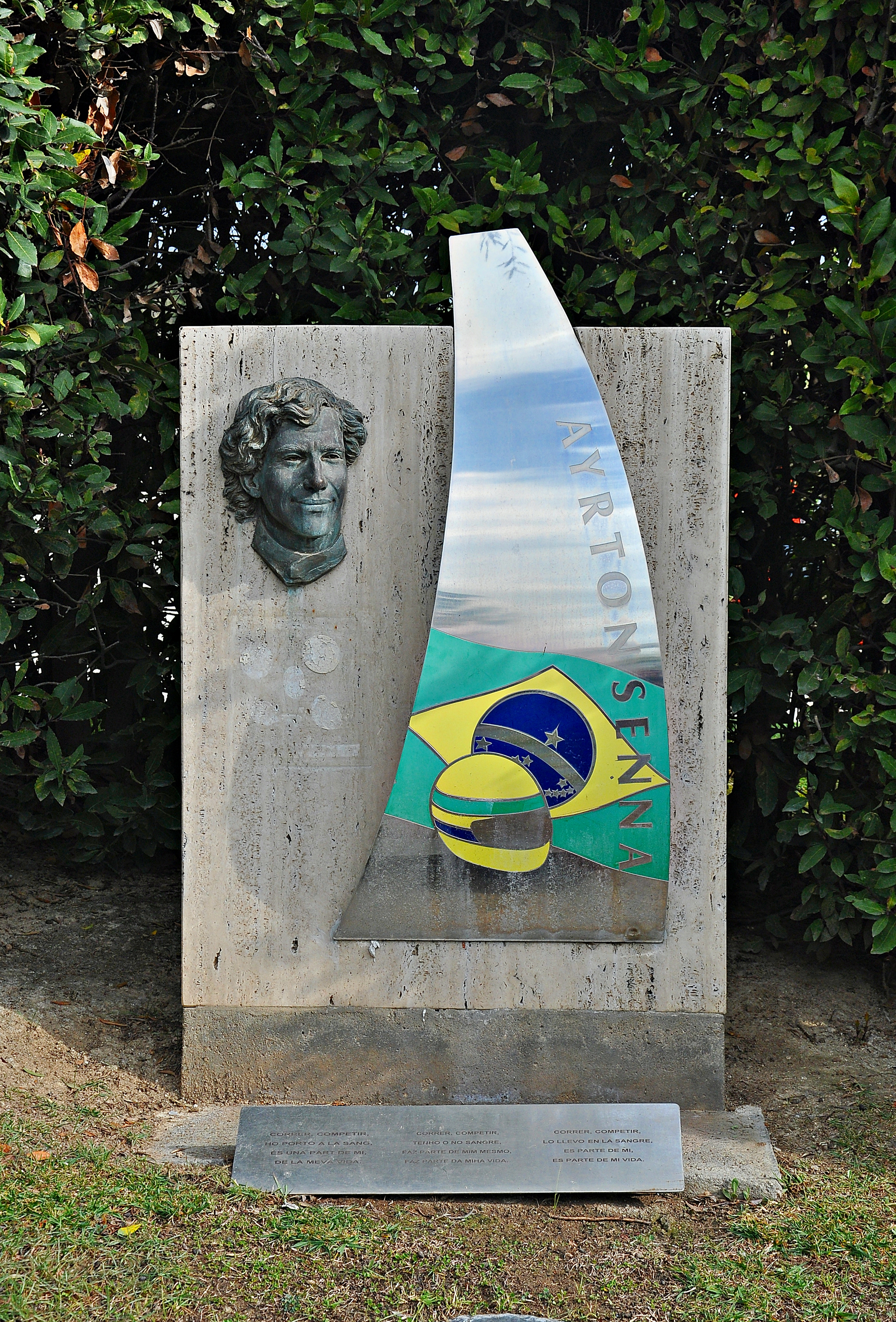
Monumento no Circuito da Catalunha

## Reconhecimentos

### Imprensa
- A Revista Época, em uma edição especial sobre o ano de 1985, coloca Ayrton Senna como um dos destaques daquele ano.[203]
- No dia de sua morte, na transmissão ao vivo da etapa "Winston 500" da Nascar americana, a notícia é divulgada com destaque, além de uma homenagem prestada ao piloto brasileiro.[204]
- Artigo publicado pelo jornal espanhol As em 2013 aponta Senna como uma das mais referências do Brasil no exterior.[205]

### Salões da Fama
- Integrante do "hall da fama" da FIA, criado em 2017 com sede em Paris.[206]
- Em 2013 foi escolhido para integrar o "hall da fama" do jornal britânico Daily Mail, ao lado de nomes como Muhammad Ali, Tiger Woods, Roger Federer, entre outros. Foi o primeiro brasileiro e piloto a ser incluído.[207]
- International Motorsports Hall of Fame em 2000.[208]
- Commission Internationale de Karting - Hall of Fame.[209]

### Livro dos Recordes
- Ayrton Senna foi incluído no Livro dos Recordes por ter conseguido mais pole positions consecutivas, foram oito provas seguidas largando em primeiro lugar, do Grande Prêmio da Espanha de 1988 ao Grande Prêmio dos Estados Unidos de 1989.[210]

### Personalidades
- A. J. Foyt, maior campeão do automobilismo americano em carros de fórmula, declara que Senna e Jim Clark são os melhores de todos os tempos da Fórmula 1.[211]
- Niki Lauda disse que Senna é o melhor piloto da história da Fórmula 1.[212]
- Scott Dixon, duaz vezes campeão da IndyCar, declara ser fã de Senna, dizendo que ele é uma lenda.[213]
- Vice-presidente da Apple Inc. elogia documentário de 2010 sobre o piloto e se diz fã de Senna.[214]

### Pesquisas
- Eleito pela revista Isto É, o esportista do século XX no Brasil.[215]
- Pesquisa da MTV Brasil de 2001, mostrou que Ayrton Senna é a personalidade mais admirada pelos jovens.[216]
- Pesquisa realizada pelo Instituto Cidadania em 2004, apontou Senna como a personalidade mais admirada pelos jovens brasileiros.[217]
- Em maio de 2006, a rede de TV japonesa Nippon TV realizou uma pesquisa entre o povo daquele país para eleger as 100 maiores personalidades do mundo em todos os tempos, Ayrton Senna atingiu a 22.ª posição, sendo o único brasileiro lembrado.[218] Em janeiro de 2007, a emissora voltou a realizar uma pesquisa, agora com o mote de "os maiores gênios", e desta vez Senna atingiu a 7.ª posição.[219]
- Pesquisa feita pelo site Lista10 em 2008, mostrou Senna em primeiro lugar entres personalidades mortas que os brasileiros gostariam que ressuscitassem.[220]
- Pesquisa feita pelo jornal Folha de S.Paulo apontou que Senna era a maior referência dos atletas que faziam parte da delegação brasileira nos Jogos Olímpicos de 2012.[221]
- 2012 - Ficou entre os 6 brasileiros mais importantes da história do país no especial O Maior Brasileiro de Todos os Tempos do SBT.[222]
- 2014 - Pesquisa feita pelo Ibope mostra que Ayrton Senna também é um grande ídolo em grandes potências europeias. Senna obteve aprovação de 73,38% na Espanha, 79,88% na Itália e 63,83% no Reino Unido.[223]
- 2014 - Pesquisa realizada pelo Datafolha mostra que Ayrton Senna é o maior ídolo do esporte brasileiro com 47% dos votos, seguido por Pelé com 23%.[224]
- O projeto "Pantheon" criado pelo Instituto de Tecnologia de Massachusetts mostrou que Ayrton Senna é o piloto mais famoso do mundo em qualquer categoria dos "esportes a motor". O segundo entre as personalidades nascidas em 1960 e o quinto entre os brasileiros de todas as áreas.[225]
- Pesquisa realizada pelo COB mostrou que Ayrton Senna é a principal referência no esporte para os atletas brasileiros que disputaram os Jogos Pan-Americanos de Toronto no Canadá. Dos 589 atletas, 103 votaram em Senna, conseguindo a liderança isolada, seguido por Gustavo Kuerten com 31 votos.[226]
- 2015 - Capacete com as cores amarelo, azul e verde, o qual Ayrton Senna utilizou em toda a sua carreira na Fórmula 1, foi eleito pela revista Autosport, como o mais famoso de todos os tempos.[227]
- 2020 - Sua rivalidade com Alain Prost foi eleita pelo público, através de uma enquete realizada pelo site Globoesporte.com, como a maior do esporte mundial em todos os tempos, com 41,16% dos votos. Já entre os jornalistas esportivos, a rivalidade entre os dois pilotos, alcançou o segundo posto.[228]
- 2020 - Estudo encomendado pela F1 à Amazon Web Services (AWS) elegeu Senna o "piloto mais rápido das últimas quatro décadas". A AWS utilizou em seu estudo tecnologia de aprendizado de máquina para analisar os dados de todos os pilotos de 1983 até 2020. Foram analisados 142 pilotos, com Senna em primeiro lugar, a frente de Michael Schumacher em 0s114.[229][230][231]

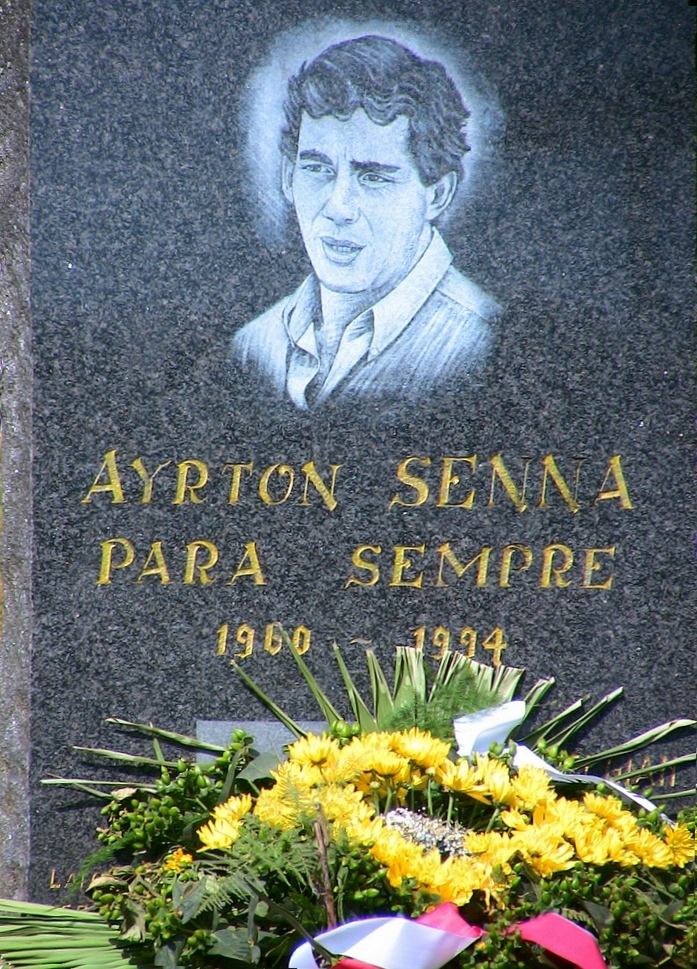
Memorial em Spa Francorchamps

## Exposições
- 2021 - "Eu, Ayrton Senna da Silva" - Exposição dividida em doze espaços, abordando nove temas diferentes na voz do piloto, além de uma narrativa gerada por inteligência artificial. Apresentada entre 8 de outubro e 15 de novembro de 2021 no shopping Villa-Lobos em São Paulo.[232]
- 2019 - Ayrton Senna: O Piloto - Obras de Sami Akl e itens do piloto compuseram a exposição no Palácio Tangará no Parque Burle Marx. A exposição foi apresentada entre novembro e dezembro de 2019.[233]
- 2019 - Ayrton Mágico - Exposição realizada em Ímola, Itália no museu Checco Costa de 10 de abril até 30 de novembro.[234]
- 2018 - O Legado de um Ídolo - Parceria entre o Instituto Ayrton Senna e o Metrô de São Paulo, através do projeto "A Linha da Cultura", leva a exposição até a Estação Sé do Metrô a partir de 10 de agosto. Em setembro será a vez da Estação Paraíso, já em outubro será a vez da Estação República abrigar a exposição. Já a Estação São Bento destacará em sua vitrine, os números do legado do piloto tricampeão de Fórmula 1, além de expor a réplica do capacete usado por Ayrton no Grande Prêmio do Brasil de 1993, vencido pelo brasileiro. "O Legado de um Ídolo" na vitrine da "Estação São Bento", estará em exposição de 10 de agosto até 31 de outubro.[235]
- 2017 - Senna Sempre - Na entrada do Teatro Riachuelo junto a temporada do musical Ayrton Senna no Rio de Janeiro. A mostra conta com itens da carreira de Ayrton com fotos exclusivas, réplicas de capacetes, vídeo projeções dos carros e etc. A exposição acontece de terça a domingo gratuitamente.[236]
- 2015 - Senna Emotion - Mostra itinerante sobre a trajetória pessoal e profissional de Ayrton Senna em exibição no "Shopping Village Mall", no Rio de Janeiro, durante o mês de maio. Após o Rio de Janeiro, a mostra segue para o "BH Shopping", em Belo Horizonte, depois "Park Shopping", em Brasília, finalizando em Salvador.[237] Em 2016 a mostra foi exposta pela primeira vez na região norte do Brasil, mais precisamente em Manaus no Amazonas Shopping, entre os meses de julho e agosto.[238]
- 2015 - Senna na Cabeça e no Coração - Mostra em exibição no "Shopping Anália Franco" em São Paulo, onde serão expostos vários capacetes usados por Senna, além de outros 40 customizados por personalidades, entre elas; Ivete Sangalo, Luiza Possi,  Sabrina Sato, Bárbara Paz, Fábio Porchat, Reynaldo Gianecchini, Thiago Lacerda, Priscila Fantin, Preta Gil, Paula Fernandes, Fernanda Takai, Rogério Flausino, Otávio Mesquita, Felipe Andreoli, Daniel Alves, entre outras. Ficou em exibição de 4 a 22 de março de 2015.[239][240] Em 2016 a exposição voltou a ser apresentada ao público, agora no Morumbi Shopping, em São Paulo, entre os meses de outubro e novembro.[241]
- 2015 - Mostra Ayrton - Exposição que mostra a parte histórica do campeão, mas também retrata o homem Ayrton. Será realizada entre 5 de fevereiro e 22 de maio em Turim na Itália, concebida através de uma parceria entre o Instituto Ayrton Senna e ex-jogador italiano Alessandro Del Piero.[242][243]
- 2014 - Senna Emotion - Exposição realizada na rede de shoppings "Iguatemi" entre 2014 e 2015. A exposição foi idealizada e desenvolvida pela YDreams, empresa internacional especializada em tecnologia interativa e produzida pela 360 Arte, Cultura e Entretenimento. A mostra, que é interativa e itinerante, reviverá a trajetória pessoal e profissional do piloto por meio de objetos pessoais, fotos, vídeos e histórias.[244]
- 2014 - Ayrton Senna Tribute - Exposição realizada em Imola na Itália entre os dias 1.º e 4 de maio. Será promovida pela Câmara Municipal de Imola, Autódromo Enzo e Dino Ferrari e o site "F1Passion.it". Contará com eventos e exposições.[245]
- 2014 - Ayrton Senna Sempre 20 Anos - Exposição realizada no "Shopping Villa-Lobos" em São Paulo entre 21 de março e 21 de abril. O carro da equipe Lotus, quando Ayrton conquistou sua primeira vitória na F1, no GP de Portugal em 1985, será apresentado.[246][247]
- 2014 - Senna: Photographs by Keith Sutton - Exposição realizada no "Proud Chelsea Exihibition" em Londres entre 6 de março e 4 de maio. Imagens registradas pelo fotógrafo Keith Sutton, que acompanhou Ayrton desde o início de sua carreira na Fórmula Ford até o acidente em San Marino, em 1994.[248]
- 2014 - Ayrton Senna Tribute - Exposição realizada no "Sydney Motorsport Park" em Sydney, Austrália dias antes do GP da Austrália de F1. Foi apresentado o "McLaren MP4/4", carro original com que Ayrton Senna venceu seu primeiro campeonato mundial de F1, no ano de 1988.[249]
- 2012 - Senna Emotion - Exposição realizada em São Paulo, Rio de Janeiro e Curitiba. A exposição foi dividida em seis áreas temáticas: "Pole Position", "Largada", "Circuito", "Pit Stop", "GP Brasil" e "Podium e Legado".[250]
- 2009 - Vitória -  Exposição realizada na "Galeria Prestes Maia" em São Paulo entre 23 de abril e 15 de maio. Reuniu troféus, capacetes, kart, fotos e macacões de Ayrton Senna, além do carro da Lotus pilotada pelo brasileiro.[251]
- 2009 - Arte para um Mito - Exposição realizada no Conjunto Nacional em São Paulo entre 27 de abril e 30 de maio. Apresentou objetos, fotos e vídeos de Ayrton, do Instituto Ayrton Senna e do personagem Senninha.[251]
- 2009 - Imagens de um Mito - Exposição realizada no Memorial da América Latina em São Paulo entre 7 de maio e 7 de junho. Também apresentou objetos, fotos e vídeos de Ayrton, do Instituto Ayrton Senna e do personagem Senninha.[251]
- 2004 - Senna Experience - Exposição realizada entre 16 de outubro de 2004 até 12 de janeiro de 2005 em São Paulo.[146]
- 2004 - Ayrton Senna No Limits - Exposição realizada na cidade de Nagoya no Japão em outubro. Apresentou carros, macacões, capacetes, troféus e até uma reprodução do escritório do piloto em Portugal. No mesmo ano, também houve exposições em Imola na Itália e Tóquio, depois indo até Nagoya.[146]

## Eleições e pesquisas

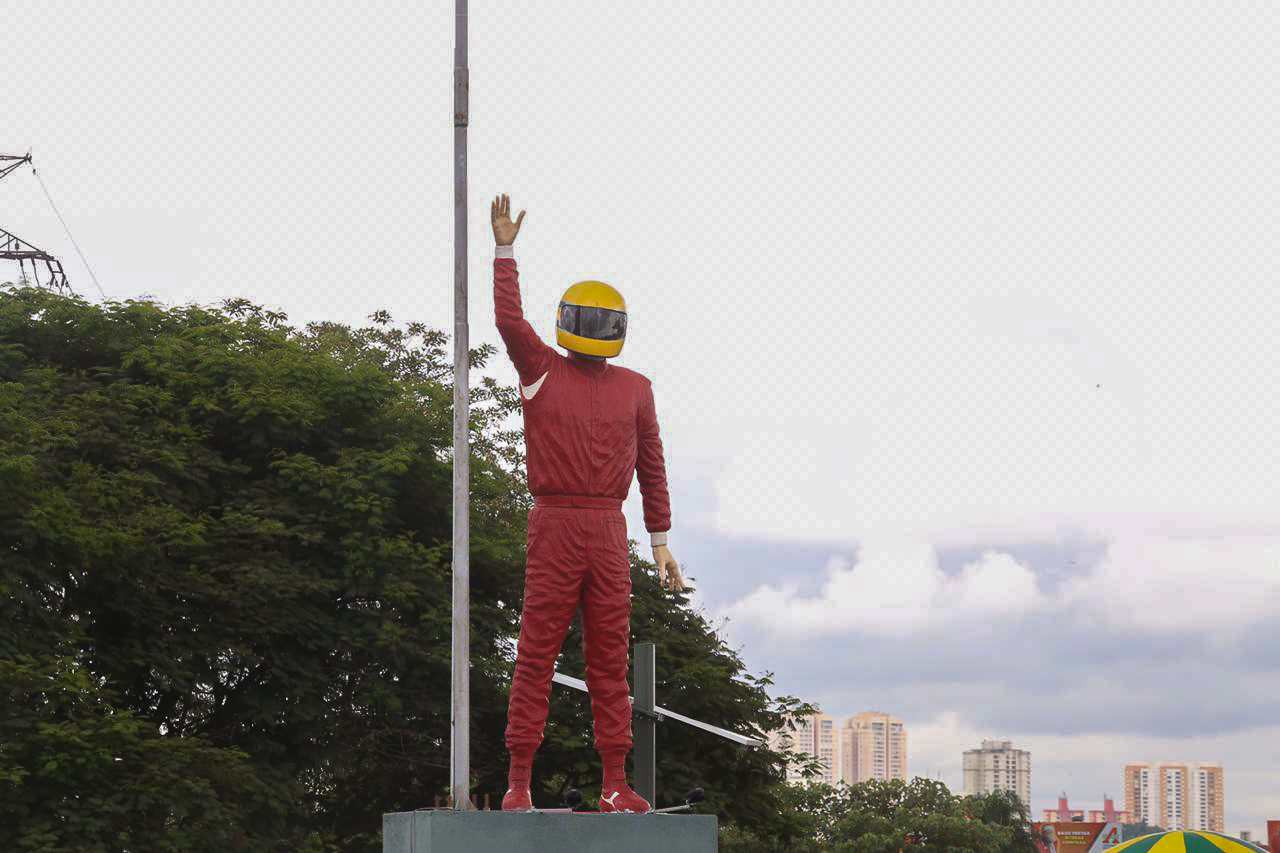
Estátua no Parque Ecológico do Tietê

- 2015 - Pesquisa realizada em 194 países pela "Grand Prix Drivers Association" e o site "Motorsport.com", elege Senna o melhor piloto de todos os tempos. O resultado revelou que a maioria das pessoas interrogadas eram da Grã-Bretanha, seguidas dos franceses, com os alemães aparecendo em quinto lugar e os brasileiros apenas em décimo.[252]
- Melhor piloto da Fórmula 1 em votação no site do jornal italiano Corriere della Sera.[253]
- 2013 - Melhor piloto da Fórmula 1 em votação no portal IG.[254]
- 2012 - Eleito o melhor piloto da história da McLaren.[255]
- 2012 - Melhor piloto de todos os tempos em votação por especialistas da BBC.[256]
- 2011 - Melhor piloto da Fórmula 1 em votação do site "F1 Fanatic".[257]
- 2010 - Melhor piloto de todos os tempos pelo site alemão "Motor und Sport".[258]
- 2010 - Melhor piloto da história da Fórmula 1 pelo jornal alemão "Bild am Sonntag".[259]
- 2010 - Melhor piloto da história da Fórmula 1 pela revista Autosprint.[260]
- 2010 - Maior atleta brasileiro pela revista ESPN, excetuando Pelé.[261]
- 2009 - Melhor piloto da história da Fórmula 1 pela revista Autosport.[262]
- 2008 - Um dos três maiores nomes da Fórmula 1 (os outros dois são Jim Clark e Stirling Moss) por Alan Henry (jornalista especializado em Fórmula 1).[263]
- 2008 - Um dos cinco maiores pilotos do automobilismo no site da ESPN americana.[264]
- 2007 - Escolhido o "piloto mais rápido da Fórmula 1" em eleição da revista inglesa F1 Racing.[265]
- 2004 - Pesquisa da revista "F1 Racing" feita por voto popular colocou Senna como o melhor piloto de todos os tempos.[217]
- 2004 - Pesquisa feita pela revista "F1 Racing" com 77 pessoas, entre jornalistas especializados, membros de equipes de Fórmula 1 e pilotos, apontou Senna em primeiro lugar como o melhor piloto de todos os tempos.[266]
- 2004 - Pesquisa feita pela revista Autosport com jornalistas especializados, membros de equipes de Fórmula 1 e pilotos, apontou Senna em primeiro lugar como o melhor piloto de todos os tempos.[217]
- 2004 - Pesquisa feita com mais de 23 mil votos pelo site especializado em automobilismo e motociclismo Crash.net, mostrou Senna em primeiro lugar como o melhor piloto de Fórmula 1 de todos os tempos.[217]
- 2001 - Pesquisa feita com mais de 7 mil leitores pela revista italiana de automobilismo "Autosprint", elegeu Senna o melhor piloto da história.[267]
- 1991 - Pesquisa realizada pelo jornal Estado de S. Paulo com 195 jornalistas de todo o brasil, apontou Senna como o melhor esportista do ano com 65% dos votos no masculino e 44% dos votos no geral.[268][269]
- 1991 - Pesquisa realizada pelo Jornal O Globo em novembro de 1991, mostrou Senna como o maior ídolo do esporte brasileiro com quase 40% dos votos, seguido de Hortência com pouco mais de 7%.[270]
- 1990 - Pesquisa realizada pelo jornal Estado de S. Paulo com jornalistas de todo o Brasil elegeu o piloto brasileiro como o principal nome do esporte brasileiro no ano com 145 votos.[271]
- 1988 - Pesquisa realizada pela "Agência MPM" em agosto de 1988, apontou Senna como o maior nome do esporte brasileiro com 71% dos votos, seguido de Oscar Schmidt com 44%.[272]
- 1988 - Primeiro título mundial de Ayrton Senna é considerado o fato esportivo do ano na América Latina, segundo a Associated Press.[273]
- 1985 - Pesquisa feita pela revista italiana "Autosprint", apontou Ayrton Senna como o melhor e o mais popular piloto da temporada.[274][275]
- 1984 - Foi eleito a revelação da temporada, segundo revistas especializadas.[276]

## Action Figure
- Em 2017 foi lançado uma figura relembrando os 30 anos da primeira vitória de Senna no Grande Prêmio de Mônaco. A peça, criada pela Iron Studios com cooperação da Classic Team Lotus, mostra o brasileiro com seu macacão amarelo segurando o seu capacete.[277]
- Action Figure lançado pela Iron Studios em 2016 denominada Ayrton Senna Live Legend, em uma edição limitada de duas mil peças. A figura foi baseada em Ayrton Senna no Grande Prêmio do Brasil de 1993.[278]

## Jogos eletrônicos
- Expansão para o jogo Horizon Chase sob o nome de "Senna Sempre", foi lançado em 20 de outubro de 2021.[279]
- Ayrton Senna's Super Monaco GP II (1992)[280]
- "Ayrton Senna Personal Talk: Message for the Future" (1995) - Somente no Japão[281]
- "Ayrton Senna Kart Duel" (1996)[280]
- "Ayrton Senna Kart Duel 2" (1997)[280]
- "Ayrton Senna Kart Duel Special" (1999)[280]
- "Senninha Kart" (Senninha Racing) (2006)[282]
- Ayrton Senna Pole Position (2006)[283]
- Gran Turismo 6 (2013)[284]
- A empresa finlandesa Rovio, criadora da série de jogos Angry Birds, realizou parceria com o Instituto Ayrton Senna que contou com uma homenagem a Ayrton Senna no jogo de corrida "Angry Birds Go!"[285] Um personagem intitulado "Senna Bird", lançado em 2 de julho de 2015, faz parte do jogo de corrida da empresa, bastando apenas uma atualização para que o personagem esteja disponível.[286][287]
- Jogo da F1 (2019) - O jogo oficial da Fórmula 1 de 2019 terá uma edição especial com Ayrton Senna relembrando a rivalidade com Alain Prost.[288]

### Jogo de Tabuleiro
- "Ayrton Senna, the King of Monaco" é um jogo de corrida de Fórmula 1 em tabuleiro lançado em 1997 pelo selo "Game Office" da Toyster. Continha carrinhos em metal, tabuleiro desdobrável com a pista de Mônaco com dados e painéis controladores de velocidade e desgaste dos pneus nas freadas.[289]

### Brinquedos
- Autorama - Vários brinquedos de corrida fabricados pela empresa Estrela em homenagem a Senna, lançados entre a década de 1980 e 1990; "Barra - Série Pole-Position", "Senna Ás Da Largada", "Duelo de Campeões", "Silverstone - Série Pole Position", "Monte Carlo", "Monza", "Interlagos", "Marca de um Campeão".[290]

## Álbuns de Figurinhas
- Álbum "Senninha e Sua Turma" - 1995[291]
- Álbum "The Magic Senna" (1994) - PMC Publishing (Itália)[292]
- Álbuns das temporadas da Fórmula 1 (Senna na capa) - 1988, 1989, 1990, 1991[293][294][295][296]

## Cartões Telefônicos
- Vários cartões telefônicos produzidos pela Telebrás foram lançados para homenagear Ayrton Senna depois de sua morte.[297] Outros países, como o Japão, igualmente homenagearam o piloto com cartões telefônicos alusivos ao tricampeão mundial.[298][299]

## Cartão de Crédito
- Cartão de crédito nacional e internacional do Itaú (Itaucard) do Instituto Ayrton Senna com a imagem do piloto brasileiro.[300]